# 大瀬川 (徳島県)
大瀬川（おおせがわ）は、徳島県小松島市を流れる神田瀬川水系の河川である。

## 地理
小松島市街地を流れる神田瀬川の中流にある河跡湖の菖蒲田池より分流し、同市小松島町・中郷町を東流し、豊ノ本川に合流する。
中郷町字大瀬町は、大瀬川・神田瀬川・豊ノ本川の3河川に囲まれた中州で、本河川の名前の由来となっている。

## 流域の主な施設
- 小松島市営加藤団地
- 小松島ショッピングプラザルピア